# Сікоку (порода собак)
Сікоку (яп. 四国犬四国犬) — порода мисливських собак, одна із шести в реєстрі японської кінологічної організації із захисту і збереження споконвічних японських пород — Nihonken Hozonkai (Nippo), мало мало відома за межами батьківщини.
Найрідкісніша з японських порід, майже дикого і хижий на вигляд сікоку зовні нагадує вовка, його рухи такі плавні і швидкі, а чудова стрибучість дає можливість цій собаці чудово пересуватися по горам.
Сікоку розумні, витривалі, енергійні і вельми насторожені, володіють чудовими мисливськими якостями, вимагають фізичного навантаження на прогулянці. Можуть сильно прив’язуватися до досвідчених власників.
Висота у загривку псів 52 см, сук — 46 см, із допустимими відхиленнями в три сантиметра. Важить, як правило, від 14 до 23 кг.

## Історія
Порода була збережена і взята під охорону за відмінні робочі якості на полюванні, в основному на дикого кабана, в горах префектури Коті на Сікоку — найменшому із чотирьох основних островів Японії. Також відома як Коті-іну. В стародавні часи мала назву тоса-іну, але щоб запобігти плутанини із зовні кардинально іншою однойменною бійцівською породою, в наш час називають Сікоку.
У минулому ці собаки жили серед матагі — японських мисливців — в західній і північіній частинах Сікоку. Крутий гірський рельєф зробив ці райони важкодоступними і обмежував можливість схрещування, в результаті чого з’явилися різноманітні лінії розведення, названі за місцевостями — Ава, Хата і Хонкава, зберігши найвищий ступінь чистоти. Всі вони розрізнялися за типом кунжутного забарвлення шерсті. Породні особливості Сікоку, нарівні з Кісю стали основою стандарту Nippo.
У 1937 році оголошена пам’ятнкою природи Японії. У 1982 році визнана Міжнародною кінологічною організацією, в 1995 році прийнятий стандарт породи.

## Зовнішній вигляд
Собака середнього розміру з міцним кістяком, добре сбалансованими і розвиненими м’язами. Відношення висоти в загривку до довжини тіла — 10/11.
Голова із широким лобом, морда доволі довга, клиноподібна, ніс чорний. Зуби рівні, білі, прикус ножиціподібний. Очі відносно невеликі, трикутної форми, широко розставлені, темно-коричневого кольору. Вуха маленькі, трикутні, сильно загострені, трохи нахилені вперед.
Шия щільна і потужна, загривок високий, добре розвинений. Спина сильна і пряма, поперек широкий і м'язистий. Груди глубокі, ребра помірно вигнуті, живіт підобраний. Хвіст високо посажений, вигнутий серпом або згорнутий в кільце над спиною, по довжині досягає скакального суглоба.
Передні кінцівки прямі, з розвиненими м’язами, локті щільно притиснуті до тулуба, лопатки помірно нахилені, передпліччя прямі. Задні кінцівки потужні, також з розвиненою мускулатурою. Лапи щільно стиснуті, з вигнутими пальцями, подушечки жорсткі і пружні, кігті міцні, чорного або темного кольору.
Шерстяний покрив подвійний, остьове волосся досить жорстке і пряме, на хвості трохи довше, підшерстя м'яке і густе. Забарвлення трьох типів — зонарне (сезамове, кунжутне), з приблизно рівним співвідношенням чорних і білих фрагментів шерсті; чорний зонарний — з переважанням чорного кольору на волосині; рудий зонарний з домішкою чорного кольору.